# 1615年
1615年（1615 ねん）は、西暦（グレゴリオ暦）による、木曜日から始まる平年。

## 他の紀年法
- 干支 : 乙卯
- 日本
  - 慶長20年、元和元年7月13日 -
  - 皇紀2275年
- 中国
  - 明 : 万暦43年
- 朝鮮
  - 李氏朝鮮 : 光海君7年
  - 檀紀3948年
- ベトナム
  - 後黎朝 : 弘定16年
    - 高平莫氏 : 乾統23年
- 仏滅紀元 : 2157年 - 2158年
- イスラム暦 : 1023年 - 1024年
- ユダヤ暦 : 5375年 - 5376年
- ユリウス暦 : 1614年12月22日 - 1615年12月21日

## できごと
- 1月3日（慶長19年12月9日） - 大坂冬の陣: 真田丸の戦い
- 大坂夏の陣（元和偃武）
  - 5月25日（慶長20年4月28日） - 開戦。
  - 6月1日（慶長20年5月5日） - 徳川家康が京都・二条城を出陣。
  - 6月2日（慶長20年5月6日） - 道明寺の戦い、後藤基次、木村重成、薄田兼相、増田盛次が戦死。
  - 6月3日（慶長20年5月7日） - 大坂城が炎上。
  - 6月3日（慶長20年5月7日） - 天王寺口の戦い、御宿政友、三好清海、真田信繁、小笠原秀政、大谷吉治、本多忠朝、小笠原忠脩が戦死。
  - 6月4日（慶長20年5月8日） - 徳川家康が豊臣秀頼と淀殿を切腹に追い込み、豊臣氏が滅亡。
- 8月7日（慶長20年閏6月13日）- 江戸幕府が一国一城令を発令。
- 8月30日 - 江戸幕府が武家諸法度を発布。
- 9月5日（慶長20年7月13日） - 日本、改元して元和元年
- 9月9日（慶長20年7月17日） - 江戸幕府が禁中並公家諸法度を発布。
- 本阿弥光悦が徳川家康から洛北鷹峯の地を拝領し、一族や各種の工人を率いて移住。

## 誕生
- 1月27日 - ニコラ・フーケ、ルイ14世時代のフランスの大蔵卿（+ 1680年）
- 3月20日 - ダーラー・シコー、ムガル帝国第5代皇帝シャー・ジャハーンの長男（+ 1659年）
- 5月25日（元和元年4月28日） - 出口延佳（度会延佳）、神道家（+ 1690年）
- 6月20日（あるいは7月21日） - サルヴァトル・ローザ、イタリア・ナポリの画家（+ 1673年）
- 11月5日 - イブラヒム 、オスマン帝国の第18代皇帝（+ 1648年）
- 11月12日 - リチャード・バクスター、イングランドの聖職者、説教師（+ 1691年）
- 野中兼山、儒学者、土佐藩家老（+ 1664年）

## 死去
- 1月27日（慶長19年12月28日）- 今川氏真、武将、戦国大名（* 1538年）
- 1月31日（慶長20年1月3日） - 宗義智、武将、対馬府中藩初代藩主（* 1568年）
- 2月3日（慶長20年1月6日） - 高山右近、武将、キリシタン大名（* 1553年）
- 2月4日 - ジャンバッティスタ・デッラ・ポルタ、イタリアの博学者、医師（* 1535年頃）
- 3月4日 - ハンス・フォン・アーヘン、ドイツの画家（* 1552年）
- 4月11日（慶長20年3月14日） - 奥平信昌、徳川家康の家臣、美濃加納藩初代藩主（* 1555年）
- 5月26日（慶長20年4月29日） - 塙直之、武将（* 1567年）
- 5月27日 - マルグリット・ド・ヴァロワ、アンリ4世の妻（* 1553年）
- 6月2日（慶長20年5月6日）(?) - 木村重成、武将（* 1593年頃?）
- 6月2日（慶長20年5月6日） - 後藤基次（後藤又兵衛）、武将（* 1560年）
- 6月3日（慶長20年5月7日） - 小笠原秀政、武将、信濃国松本藩主（* 1569年）
- 6月3日（慶長20年5月7日） - 真田信繁（真田幸村）、武将（* 1567年）
- 6月4日（慶長20年5月8日） - 大野治長、武将、淀殿の乳母大蔵卿局の子（* 1569年）頃）
- 6月4日（慶長20年5月8日） - 豊臣秀頼、大名、豊臣秀吉の次男（* 1593年）　※異説あり
- 6月4日（慶長20年5月8日） - 淀殿（茶々）、豊臣秀吉の側室、秀頼の母（* 1569年？）　※異説あり
- 6月11日（慶長20年5月15日） - 長宗我部盛親、大名、土佐守 （* 1575年）
- 6月23日（慶長20年5月27日） - 増田長盛、武将、豊臣政権五奉行の一人（* 1545年）
- 6月24日（慶長20年5月28日） - 片桐且元、武将、賤ヶ岳の七本槍の一人（* 1556年）
- 6月27日（慶長20年6月2日） - 海北友松、画家（* 1533年）
- 7月6日（慶長20年6月11日） - 古田重然（古田織部）、武将、茶人（* 1544年）
- 10月16日（元和元年8月24日） - 島井宗室、豪商、茶人（* 1539年）
- 雲棲祩宏、明末の僧（* 1535年）